# Floriano Vanzo
Floriano Vanzo (Maurage, 28 aprile 1994) è un ex calciatore belga, di ruolo attaccante.

## Carriera

### Club
Esordisce in competizioni professionistiche con la maglia del Tubize-Braine (con cui precedentemente aveva già giocato a livello giovanile) nella stagione 2011-2012, nella quale disputa 13 incontri nella seconda divisione belga ed una partita in Coppa del Belgio. A fine stagione passa al Parma, con cui nella stagione 2012-2013 dopo aver effettuato il ritiro estivo con la prima squadra viene aggregato alla Primavera, con la quale gioca 11 partite nel campionato di categoria ed una partita nel Torneo di Viareggio; nell'estate del 2013 viene ceduto in prestito al club sloveno del Gorica, militante nella massima serie del Paese slavo. Nella stagione 2013-2014 disputa 4 partite nella prima divisione slovena ed una partita in Coppa di Slovenia, per poi tornare per fine prestito al Parma che nel gennaio del 2014 lo cede in prestito ai belgi del Club Bruges, con i quali termina la stagione giocando nelle giovanili della squadra nerazzurra. Nell'estate del 2014 si accasa definitivamente al Bruges, con cui gioca nella stagione 2014-2015.
Nel gennaio del 2015 passa al Waasland-Beveren, formazione della prima divisione belga, con la quale nella rimanente parte dell'annata disputa 6 partite nei play-off del campionato. Rimane in squadra anche durante l'intera stagione 2015-2016, nella quale gioca con più continuità rispetto all'anno precedente: gioca infatti 28 partite in campionato (nelle quali mette anche a segno 2 reti) ed altre 5 nei play-off, oltre a 2 partite in Coppa del Belgio. Rimane in squadra anche per la stagione 2016-2017, giocata a sua volta nella prima divisione belga. In seguito ha anche giocato nella prima divisione rumena.

### Nazionale
L'11 ottobre 2016 ha giocato una partita con la nazionale belga Under-21.